# Phare de Killingholme North
Le phare de Killingholme North est l'un des trois phares situés à South Killingholme sur la rive sud de l'estuaire de Humber, dans le comté du Lincolnshire en Angleterre.
Ce phare a été géré par le Trinity House Lighthouse Service à Londres, l'organisation de l'aide maritime des côtes de l'Angleterre, jusqu'en 1920.
Il est maintenant protégé en tant que monument classé du Royaume-Uni de Grade II depuis 1985.

## Histoire
Trois phares ont été construits dans l'estuaire de Humber pendant le 19e siècle. Ils ont été utilisés ensemble pour guider des bateaux sur le Humber.
Killingholme North Low a été construit par Trinity House en 1851 pour la navigation des chalutiers. C'est une tour ronde conique en brique de 14 m de haut, avec galerie et lanterne, attenante à une maison de gardiens. L'édifice est peint en blanc et le dôme de la lanterne est noire. Il est inactif depuis 1920
Longtemps resté en mauvais état, ce phare a été transformé en résidence privée en 2003. Il est localisé en fin de route sur la rive sud de Humber.

## les deux autres phares
- Killingholme High
- Killingholme South Low

|                   |
| Killingholme High |

|                        |
| Killingholme South Low |

### Lien connexe
- Liste des phares en Angleterre